# 金頭腦
《金頭腦》（英語：Gold Brain），是超視在2013年重金打造推出的全新大型益智節目，主持人為Janet、胡瓜、吳怡霈（Janet有其他工作時的固定代班主持人，代班周次，詳看內容），超視頻道於2013年3月18日起每周一至周五晚間十點至十一點播出。

## 主持人
- Janet、胡瓜

## 代班主持人
- 吳怡霈（Janet有其他工作時的固定代班主持人，代班周次，詳看內容）

## 獎項
| 年度   | 大獎         | 獎項             | 入圍者      | 結果 |
| ------ | ------------ | ---------------- | ----------- | ---- |
| 2013年 | 第48屆金鐘獎 | 綜藝節目獎       | 金頭腦      | 獲獎 |
| 2013年 | 第48屆金鐘獎 | 綜藝節目主持人獎 | Janet、胡瓜 | 提名 |

## 播出時間

### 首播
| 頻道 | 所在地 | 播出日期                     | 播出時間                |
| ---- | ------ | ---------------------------- | ----------------------- |
| 超視 | 臺灣   | 2013年3月18日－2014年6月13日 | 每週一至週五22:00~23:00 |

### 重播
| 頻道       | 所在地 | 播出時段 |
| ---------- | ------ | --- |
| 超視       | 臺灣   | 每周一至周日00:00~01:00                                                                                             |
| 超視       | 臺灣   | 每周一至周日03:00~04:00                                                                                             |
| 超視       | 臺灣   | 每周一至周五、周日08:00~09:00                                                                                       |
| 超視       | 臺灣   | 每周一至周六13:00~14:00                                                                                             |
| 超視       | 臺灣   | 每周一至周五17:00~18:00                                                                                             |
| 超視       | 臺灣   | 每周六至周日22:00~23:00                                                                                             |
| 超視       | 臺灣   | 每周日14:00~19:00                                                                                                   |
| 東森戲劇台 | 臺灣   | 每週六及週日15:00~17:00(連續播出兩集) 每週六23:00~01:00，11:00~13:00、23:00~01:00 每隔周六11:00~13:00(連續播出兩集) |

## 海外播出
| 頻道        | 所在地   | 播出日期       | 播出時段 |
| ----------- | -------- | -------------- | --- |
| Astro全佳HD | 马来西亚 | 2013年8月5日起 | 每週一至週五晚上9點30分。 翌日凌晨一時和早上11時三十分（重播）。 星期六早上6點整五集（重播）。 2014年4月起暫停播出两个月，6月2日起從每週一至週五晚上9點繼續播出。 |

## 概述
《金頭腦》是超視的大型益智節目，每周都會送出獎金新臺幣十萬元。每集有五關，週一到週五每天算一關，每天都會淘汰三到五個人，依照當週的挑戰者人數決定，每周都會邀請到不同類型的挑戰者共同挑戰週獎金，題目不限於一般大眾知道的國文、英文、數學、自然、社會、生物、理化、藝術與人文，還有動漫題、影片題、時事題、現場表演題、試吃題等等，題目很廣泛，所以參賽者必須要所有層面都涉略才可能贏得比賽。
另外只要該週參賽者不是藝人或名人，而是一般各行各業的百姓，基本上都會保留2至6位的藝人名額（詳見內容）。
在節目進行的時候，主持人會找機會互整對方，以解除現場緊張氣氛。至節目結束為止，戰績為胡瓜4：Janet2。
於2014年6月13日播畢後，正式結束。但根據官方的說法是，要重新整頓改版再出發，至於會不會復播，何時復播，官方並未明說。

## 比賽方式

### 單人賽

#### 第一關（星期一）
- 資格賽

目前有三種比賽方式，如下：
- 積分淘汰賽：所有參賽者以翻牌的方式作答，從題目的四個選項中選出正確的答案，題目通常為六題，答錯累積三題的則淘汰，但通常要淘汰人數約為三到五人不等，但若淘汰人數太多，則進行敗部復活賽。
- 分組淘汰賽：5月13日開始，新增了分組淘汰賽的方式，每一組四到五人（通常依該週參賽者人數而定），以一題決定晉級或落入敗部復活。這讓所有參賽者都有上鏡的機會，也加強參賽者應題時的壓力。
- 分組積分淘汰賽：8月5日開始，新增了分組積分淘汰賽的賽制，和分組淘汰賽一樣每一組四到五人（通常依該週參賽者人數而定），以三題來進行積分賽，三題答題數最多者晉級，積分最少者則落入敗部復活，通常是兩人晉級，三人落入敗部復活，但是，如果三題結束，有一位以全對晉級，其餘分數相同（例如同為一題），則會再追加一題，來決定晉級或落入敗部。2013年11月25日到11月29日的賽程因為為情侶檔，第一天全由男生來答題，第二天全由女生來答題。

- 敗部復活

現在總共有三種不同的方式，如下：
- 第一種：以抽籤的方式或是自願答題的方式進行，由資格賽中淘汰的參賽者中在進行一次比賽，直到淘汰該集的人數為止。

舉例來說：比如當集要淘汰四人，有A、B、C、D、E、F、G、H八位參賽者進行敗部復活，例如A和B復活成功，但是C、D、E復活失敗，然後F和G復活成功，這樣就有四位復活成功，那H這位參賽者就直接遭到淘汰；反之A復活成功，但是B、C復活失敗，然後D復活成功，但是E和F又遭淘汰，這樣就有四位遭到淘汰，那G和H這兩位參賽者就直接晉級到下一天的賽事，以此類推。
- 第二種：5月13日開始，總共有十道題庫，但是是以選號方式選題庫，參賽者事前並不知道十道題庫的題型，在參賽者選完題庫號碼後才由主持人公布題型，通常題庫十題不會完全用掉，但是也是有用完的機會，比賽法為被抽到上台的人從十題題庫中選擇題目，此時主持人會公布開題號的題型，答對者過關，答錯者則淘汰，直到淘汰人數達到該集預定人數，即結束敗部復活賽，其他沒被抽到的參賽者則自動晉級。
- 第三種：此種又稱為分組搶答賽，是8月5日開始，新增的一種敗部復活方式，先以抽籤的方式將所有敗部復活的參賽者進行分組，每組三到四人（通常依敗部復活人數而定），再以按鈴搶答的方式進行比賽，規則與第四天的一對一搶答比賽相同，對者直接晉級，失敗者淘汰，也就是說三到四人中只有一個人能晉級，其他參賽者則遭淘汰。2013年11月25日到11月29日的賽程因為為情侶檔，第一天全落入敗部賽的男生若是沒有復活成功，則女朋友必須一起淘汰，第二天反之。

#### 第二關（星期二）
與第一關比賽方式完全相同。

#### 第三關（星期三）
- 扭蛋淘汰賽

第三天的賽事是以扭蛋抽題目的方式進行，本日的賽事會淘汰四到六位參賽者不等，同樣依照當週參賽人數決定。4月3日開始，扭蛋機內增加黑色的魔球，魔球題通常為影片題，難易度被認定為最難的等級，但實際上不一定最難；2013年4月17日開始，扭蛋機內增加J字樣的扭蛋，這是主持人Janet所出的題目，通常為旅遊與英文相關的題型，另外在2013年5月15日的賽事中，有兩題是先前參加過節目的參賽者所出的題目，這也說明了一般民眾可以出題給製作單位，經專家討論認為題目可行便會加入扭蛋機內，2013年8月7日起賽制全面升級紅色星星幸運球自己紅色幸運球自己作答和讓給別人作答。
- 搶答淘汰賽

2013年11月13日開始的全新賽制，以三位參賽為一組，以按鈕搶答的方式進行，答對就直接晉級，三人中晉級兩人，另一人淘汰。也就是如果A過關，B和C就和第四天的賽事相同。若兩位參賽者都錯，就再進行一題，直到分出勝負。

#### 第四關（星期四）
第四天的賽事，是一對一按鈴搶答。通常第一位參賽者由主持人抽答題者，另一位參賽者由剛被主持抽到的參賽者來抽，兩人按鈴搶答。當有題目兩位參賽者都答錯的話，會再重新問一題，直到淘汰其中一人為止。故本賽程留下二分之一參賽者進入第五日決賽。
在2013年12月19日，為因應年度總冠軍賽，採三戰兩勝制。

#### 第五關（星期五）
第五天賽事為決賽，分為三階段進行。第一階段為快問快答，題庫藏於數目與競賽者人數相同數量的手提箱中，由參賽者自己選擇箱子，然後對箱中題庫進行40秒的快問快答，取兩位答對題數最少的先淘汰。第二階段為自選題淘汰賽，現場有數位（一般為4位）不同領域的關主出題，由參賽者自由挑選領域，回答該領域關主所出題目、一共要答四題，最後留下兩位進行第三階段--最後總決賽。總決賽中，按照晉級順序依序選擇關主出題（若兩人同輪晉級則以剪刀石頭布決定誰優先選題），兩人搶答，採三戰兩勝制，三題中先答對兩題者為冠軍得主。

### 團體賽

#### 雙人賽
第一、二天同樣是積分賽，但如情侶檔，第一天就由男生全數下來進行比賽，第二天則全數由女生進行比賽，但是如果落入敗部復活，又沒復活成功，則兩位一起淘汰，比如男生沒有復活成功，則女友也一起淘汰，反之亦然。第三天起就分開以個人名義進行PK賽，與一般主題情況相同。

#### 校際對抗賽
自2013年8月12日校際對抗賽開始，是以6人為一隊，第一、二天的積分賽主持人會先是先告知題型，讓各校推派擅長的隊員作答，以五題或六題決勝負，積分最高者直接晉級，最低者則一樣推派隊員進行敗部復活，如果最高分者積分全數拿到，全隊隊員皆可直接晉級。
第三天則是還是轉扭蛋，但是第一題是男主持人先轉出題型，再由女主持人抽出隊伍，再由被抽中的隊伍派一人下來答題，之後第二題開始，若前一題答對者先扭出題目，再抽出隊伍或是可以自己指定隊伍，但不管是被抽出或是被指定，都要派一名隊員下來答題，若前一題失敗者，則與第一題一樣由兩位主持人分別抽出題型與隊伍。
自2014年2月12日校際對抗賽起，第三天採新制「搶答生存賽」：六隊各派一人搶答，答對者可晉級次日比賽，晉級者所屬隊伍派一人遞補進行下一題直至全數晉級，如此產生16位晉級者，其餘參賽者則被淘汰。此賽制殘酷之處在於：若排在前位的隊友一直未晉級，後位的隊友會因無法出場而連帶被淘汰，甚者隊伍有一天之內遭到全滅的危險。
第四天同樣是一對一PK賽，第一題的第一位參賽者，一樣由主持人抽出，被抽到的隊員能任意指定所想要PK的對手。第五天的快問快答、自選題積分賽、決賽皆與一般主題同。
自2014年3月25日起因應全台最強大學系列賽冠軍戰，第一採新制，有兩回合，第一回合為「聯想題快問快答」，全部的隊員皆要下來答題，答題方式為先選擇題庫，計時一分鐘，由旁白念題目，念題目的方式為『猜OOO：提示1、提示2、提示3』，根據提示說出正確解答，隊員每人一題，一題一分，例如『猜卡通人物：藍色、機器貓、銅鑼燒』，根據提示答案為多拉A夢，以此類推；第二回合為「分組答題積分賽」，由全部的隊員討論答題，答題方式為先由旁白念題目，念題目的方式為『此題為X分題，題目導讀，請作答』，題目念完後會有時間討論並作答，依照題型難易度，分數及討論時間皆有所不同，答對的隊伍即可獲得該題分數，例如『此題為三分題，題目導讀，請作答』，以此類推。兩個回合加起來先得二十分的隊伍先晉級，其他的隊伍則派隊員進行敗部復活。第二天則和之前一樣。

### 第五關（星期五）題型與關主
目前有幾個固定關主如下：
- 歷史：廖彥博 老師、陳啟鵬 老師
- 科學：田園 老師
- 國文：潘華 老師、楊曉菁 老師、陳怡嘉 老師、詹芷琳 老師、董澤 老師
- 法律：簡榮宗 老師、邱靖貽 老師
- 財經：郭俊宏 老師
- 社會：
- 地理：楊念慈 老師、廖振順 老師
- 生物：潘彥宏 老師
- 健康：陳柏臣 老師
- 生活時事：謝家璇 老師（東森新聞主播）、徐俊相 老師（東森新聞主播）、陳智菡 老師（東森新聞主播）、張佳如 老師（東森新聞主播）、黃文華 老師（東森新聞主播）
- 醫療保健：劉怡里 老師
- 家庭醫學：黃瑽寧 老師
- 營養保健：劉怡里 老師
- 旅遊人文：溫士凱 老師
- 音樂、藝術：何真真 老師

### 有關搶答的特殊規定、小技巧
- 旁白在念出題目時，如果參賽者有把握，無須等選項、甚至題目唸完即可搶答，但不可在選項未唸之前只猜1、2、3、4(例如：旁白唸完第2個選項後按鈴搶答，3、4未念前不可猜3、4，以防參賽者以賭運氣方式猜答案)，但唸完前三個選項後答4是可以的(因為參賽者自身有把握前三個選項都不是答案)。

- 搶答題時，第一位搶答的參賽者只須說出答案即可，無須解釋理由與內容，否則若意外答錯，等於便宜了後續的搶答者。

- 快問快答以外的題目皆為四選一，在三人以上進行搶答賽時，如前兩位搶答者皆答錯，則視為沒人答對、須重新比過，以盡可能排除參賽者靠運氣撿到便宜的成分。

- 2014年2月12日起採行的團體賽新制「搶答生存賽」，策略上以最強的隊員打頭陣、依強到弱排序為宜，否則一旦有隊員遲遲無法晉級，會拖累後續的隊友被淘汰。

## 獎金分配
開播起優勝冠軍可得10萬元獎金。
- 2013年6月14日起，若當週參賽者為學生，除最終冠軍外，其餘參賽者每人獲得3000元獎學金。在第一屆全台選拔賽中，冠軍除了獎金10萬元還有手機一只及冠軍獎盃一個。
- 2013年10月4日起有時尚包包跟手機一支和獎金10萬元。
- 2013年10月21至25日當週因應公益團體單元前4天淘汰的參賽者團體報名參賽全部淘汰，由團體中最後一人領取2萬元，單人報名參賽則當場領取2萬元。決賽當天參賽者未得冠亞軍可得3萬元獎金，亞軍可得5萬元，冠軍可得20萬元加手機1支。
- 2013年12月16至20日當週因應年度總冠軍賽，冠軍加碼至20萬元外加手機一支及獎盃一座，亞軍有5萬元，其他闖入總決賽的參賽者皆有1萬元獎金。
- 2014年4月14至18日當週因乖乖贊助，冠軍加碼至30萬元，亞軍有5萬元，所有的參賽者皆有5000元獎金。

## 內容
| 2013年比賽內容            | 2013年比賽內容 | 2013年比賽內容                | 2013年比賽內容 | 2013年比賽內容               | 2013年比賽內容            | 2013年比賽內容 |
| 日期                      | 週數           | 比賽內容                      | 參賽者 （本表只列出藝人.名人.隊名） | 冠軍                         | 亞軍                      | 備註 |
| ------------------------- | -------------- | ----------------------------- | --- | ---------------------------- | ------------------------- | --- |
| 3月18日 ～ 3月22日        | 01             | 誰是最聰明的通告藝人          | 賽前賽（除入棚者外） 大飛、馬太、小胖、小樂、方宥心、瑤瑤、Apple、劉子瑄、李宓、林俞汝 焦糖哥哥、翁寧謙、果凍姐姐、詹子晴、逸祥、班傑、潘若迪、黃鐙輝、陳為民、薇如 陳佩佩、陳艾琳、bebe、圓圓、Terry、蔡小潔、瑀彤、欉震天、篠崎翎榕、Lydia 劉伊心、宋逸民、思荻、Ann、姚安妮、卡古 待補齊..... 棚內賽 宋逸民、張克帆、沈玉琳、鄭柏翔、芽芽、高山峰、郭人豪、王思佳、林群峰、GIGI Junior、何嘉文、米可白、高志宏、小飛、紀小藍、小草、秋凡、大牙、小紀 俏皮、麥基、佳琪、鋇鋇、張瑋庭、楚兒、台灣女孩(陳子玄、尹嘉萱、黃甄妮) | 糖糖                         | 佳琪                      | |
| 3月25日 ～ 3月29日        | 02             | 誰是最聰明的小五班長          | 小甜甜、白雲、何戎、布丁姐姐、林秀琴 | 何戎                         | 小甜甜                    | |
| 4月1日 ～ 4月5日          | 03             | 誰是最聰明的女高校生          | GIGI、洪棠、林可彤、洪百榕、林采緹、李培禎 | 巫宜謙 （中壢高中）          | 許欣如 （高雄女中）       | |
| 4月8日 ～ 4月12日         | 04             | 誰是最聰明的高學歷藝人        | 梁赫群、夏語心、劉堇萱、翁寧謙、張兆志、林奇葳、果凍姐姐、張克帆、沈玉琳、陳維芊 耿汶、孫尤安、李宣榕、倪雅倫、何珈寧、張景嵐、盧春如、白吉勝、張艾亞、何妤玟 陳佩筠、黃荻鈞、李宓、林俞汝、Lydia、甄莉、謝麗金、柯念萱、王以路 | 郭鑫                         | Lydia                     | |
| 4月15日 ～ 4月19日        | 05             | 誰是全台最聰明的名嘴          | 張友驊、眭澔平、江晃榮、何啟聖、盧燕俐、詹惟中、周亞瓊、肉魯、饒自強、陳安儀 陳峖暻、江中博、劉駿耀、蔡玉真、黃敬平、林亞若 待補齊...... | 符敦國                       | 陳安儀                    | - 現場表演題來賓：華佩 |
| 4月22日 ～ 4月26日        | 06             | 誰是最聰明的Show Girl         | | ANNLE                        | 林璐                      | |
| 4月29日 ～ 5月3日         | 07             | 誰是最聰明的醫生              | NONO、陳艾琳、王祚軒（藝人佩甄的配偶） | 孔繁錦                       | 賴怡妏                    | |
| 5月6日 ～ 5月10日         | 08             | 誰是最聰明的系學會長          | 小優、艾力克斯、余秉諺 | 吳仁凱                       | 錢進                      | |
| 5月13日 ～ 5月17日        | 09             | 誰是最聰明的國中資優生        | 郭人豪、Eason、詹子晴 | 劉奕辰                       | 蔡昀庭                    | - 本周由吳怡霈代班主持 |
| 5月20日 ～ 5月24日        | 10             | 誰是最聰明的主持人            | 詹惟中、納豆、佩甄、小鐘、解婕翎、逸祥、cooper、董至成、侯昌明、小馬 Kid、路嘉怡、可藍、夏和熙、余采恩、巴鈺、大根、大愷、姚以緹、狄志杰 蜜兒、孟慶而、Mika、Ricky、小Call、黃鐙輝、BeBe | 逸祥                         | 小Call                    | |
| 5月27日 ～ 5月31日        | 11             | 誰是最聰明的國小老師          | | 羅芳綺                       | 王姿惠                    | |
| 6月3日 ～ 6月7日          | 12             | 誰是最聰明的研究生            | 黃豪平、沛晴 | 劉承宗(因學籍造假資格遭取消) | 黃文宣(遞補冠軍)          | |
| 6月10日 ～ 6月14日        | 13             | 誰是最聰明的前三志願高中生    | 高山峰、蔡昀羲、小小瑜、謝俊祥、陳家翰 | 張如蓉                       | 李才                      | |
| 6月17日 ～ 6月21日        | 14             | 誰是全台最聰明的名嘴PART 2    | 彭華幹、沈湘琪、亞美將、陳泰源、蔡志雄、沈玉琳、PAUL、趙曼白、胡立陽、全嘉莉 江中博、曾光輝、陳玲玲、劉駿耀、趙靖宇、林荺騏、羅際夫、羅茵如、邱敏寬、張友驊 Wendy、孫茂荃、李雪雯、許維智、陳峖暻 | 林筠騏                       | 李雪雯                    | - 本周由吳怡霈代班主持 |
| 6月24日 ～ 6月27日        | 15             | 誰是全台最聰明的律師          | 唐從聖、陳沂、蔡志雄 | 林柏男                       | 黃種甲                    | - 現場表演題來賓：嚴爵 |
| 7月1日 ～ 7月5日          | 16             | 誰是最聰明的模特兒            | 陳志強、袁艾菲、張景嵐、Sissi、小蠻、王麗雅、王尹平、李培毓、劉薰愛、雪莉 申若辰、小熊、Duke、寅修、joyin、駱安琪、覃詩芸、尚澤、斯閔、嘉欣 Brian、筑筑、絜文、曼寧、王翔永、張瀚元、陳婕綸、郭昊鈞、陳景煬 | joyin                        | 李培毓                    | - 表演題來賓：俞心嵐 - 試吃題：海膽                                                                                                 |
| 7月8日 ～ 7月12日         | 17             | 誰是最聰明的旅遊達人          | 阿布、李佳豫、張雁名 | 小閃                         | 雪華                      | - 試吃題：冷湯、巧克力 |
| 7月15日 ～ 7月19日        | 18             | 最聰明的獎金大學生            | Echo、陳語安、林彥君 | 林怡廷                       | 廖暐浩                    | - 比賽第二天錄影當天徐凡甘因身體不適自請退賽 - 現場表演題來賓：Vcnus（小提琴） - 現場題是偶然                                       |
| 7月22日 ～ 7月26日        | 19             | 誰是全台最聰明的記者          | albee、張珮瑩、全嘉莉、劉堇萱、洪素卿、林容安、孫玉撲、丁元凱、楊伊湄 | 羅友志                       | 丁元凱                    | - 本周由吳怡霈代班主持 - 現場表演題來賓：大根（演唱歌曲:離人） - 試吃題來賓：甲乙膏 - 出場食物是：軟絲                              |
| 7月29日 ～ 8月2日         | 20             | 誰是全台最聰明的護理師        | 小鐘、徐小可、玉兔 | 林沛儀                       | 陳玉鳳                    | - 現場表演題來賓劉子千（演唱歌曲:獨上西樓） - 現場表演題來賓路嘉欣（演唱歌曲:日本知名卡通片尾曲）                                   |
| 8月5日 ～ 8月9日          | 21             | 第一屆全台選拔賽              | | 黎薇                         | 傅祖邦                    | - 棚外赛葉欣眉 - 出場大來賓顧又銘展現肌肉                                                                                           |
| 8月12日 ～ 8月16日        | 22             | 特別企劃 校際對抗賽           | 高醫、交大、元智、成大、陽明、台大 | 黃俊喻 （成大）              | 黃加成 （台大）           | - 本周前三天由吳怡霈代班主持 - 現場出題來賓畢書盡 - 現場演唱是阿里郎                                                                |
| 8月19日 ～ 8月23日        | 23             | 誰是最聰明的爸爸              | 蔣偉文、潘若迪、郭人豪 | 葉昌智                       | 陳明輝                    | - 出場大來賓歐陽娜娜拉大提琴表演 - 刺青師傅高菲出題大來賓                                                                           |
| 8月26日 ～ 8月30日        | 24             | 誰是最聰明的工程師            | NONO、邵庭、貝童彤 | 張榆澤                       | 林郁政                    | - 出場大來賓陳思安演唱安平追想曲 - 出場大來賓Kitty                                                                                  |
| 9月2日 ～ 9月6日          | 25             | 特別企劃 高中名校對抗賽       | 花蓮高中、宜蘭高中、台北建國中學、武陵高中、台中一中、高雄中學 | 劉奕辰 （建中）              | 溫品謙 （雄中）           | - 其中二次參賽的劉奕辰為第九周的冠軍 - 現場大來賓廖柏雅拉出小提琴 - 現場大來賓選秀節目冠軍潘泓仁熱舞表演 - 現場大來賓中壢高中田蜜妮 |
| 9月9日 ～ 9月13日         | 26             | 誰是最聰明的高中職老師        | 陳為民、黃小柔、李懿 | 吳光昇                       | 許啓群                    | - 試吃題：紅絲絨蛋糕 - 現場出題大來賓是吉他神童陳天奇                                                                               |
| 9月16日 ～ 9月20日        | 27             | 誰是最聰明的公關              | 阿ben、謝忻 | 洪鈺承                       | 郭凱西                    | - 現場出題大來賓是魔術表演郭柏辰 - 現場出題大來賓是郭靜演唱明天會更好 - 試吃題：馬卡龍                                              |
| 9月23日 ～ 9月27日        | 28             | 特別企劃 研究生校際對抗賽     | 台大、師大、台科大、中興、陽明 藝人組〔賴薇如、覃詩芸、陳佩佩、阿諾、大牙〕 | 劉柏含 （師大）              | 蔡富伃 （台科大）         | - 現場出題大來賓是黃鈺婷演唱 - 現場出題大來賓是蛋堡演唱屎王                                                                         |
| 9月30日 ～ 10月4日        | 29             | 誰是最聰明的高階經理人        | Gino、丫頭 | 林孟宏                       | 蘇春梅                    | - 現場大來賓陳俊榮調酒表演 - 現場大來賓廖柏雅拉出小提琴                                                                             |
| 10月7日 ～ 10月11日       | 30             | 誰是最聰明的鑑定師            | 林國基、陳嘉行、倪雅倫、佩佩、黃沐妍 | 羅斌                         | 亦麟                      | - 現場大來賓潘尚恩演唱歌劇魅影 - 食物題為：大閘蟹                                                                                   |
| 10月14日 ～ 10月18日      | 31             | 保險業者 對抗賽               | 三商美邦、富易達保經、中國人壽 (台灣)、國泰人壽、南山人壽 | 林新等 （富易達保經）        | 邱意晴 （國泰人壽）       | - 主持人Janet拉出小提琴 - 現場大來賓小黑角舞團表演舞稻                                                                              |
| 10月21日 ～ 10月25日      | 32             | 最聰明的公益團體              | 楊晨熙、艾力克斯 | 王建民 （永齡基金會）        | 江芥坤 （希伯崙關懷協會） | - 徐浩騰現場表演花式籃球 - 彭湛現場表演扯鈴 - 鄭絜方林品研現場表演花式跳繩                                                          |
| 10月28日 ～ 11月1日       | 33             | 最聰明的大一新鮮人            | 李唯楓、夏語心、張景嵐 | 鄭伃倢 (台大國企系)          | 陳政霖 (台大會計系)       | - Titi現場表演舞蹈表演，夏語心即時表演舞蹈 - 孔令奇現場唱歌Seasons ln The Sun                                                       |
| 11月4日 ～ 11月8日        | 34             | 世紀遺珠大戰 再次爭奪最強之名 | 李培毓、Lydia、黃豪平 | 孔繁鈞                       | 蔡昱成                    | - 陳勢安現場演唱Can′t Help Falling In Love - 潘尚恩現場演唱Memory                                                                   |
| 11月11日 ～ 11月15日      | 35             | 我不能輸！ 小六班長報到       | 小宇宙33號固定班底： 仔仔、吳文瑄、盧以恩 | 葉朗敬                       | 易陽                      | - 陸嘉宏現場表演魔術方塊 |
| 11月18日 ～ 11月22日      | 36             | 國家認證的考試菁英公務員      | 洪都拉斯 (藝人)、小優、Eason | 莊何江                       | 張興國                    | - 西瓜哥哥與蜜蜂姐姐現場表演演唱我是小黑 - 張智成現場表演演唱幾多愁 - 無雙樂團琵琶樂手溫溫現場表演琵琶十面埋伏 (樂曲)               |
| 11月25日 ～ 11月29日      | 37             | 愛的進擊！ 最強情侶檔殊死戰   | | 馬瑞辰                       | 林蔚婷                    | |
| 12月2日 ～ 12月6日        | 38             | 最強智力！ 醫生們的頂尖對決   | 洪百榕、LULU | 李咏軒                       | 陳俞安                    | - 現場大來賓廖柏雅拉出小提琴 - 第二天比賽開始前邀請到太陽馬戲團現場演出                                                             |
| 12月9日 ～ 12月13日       | 39             | 激戰！！ 文史高手大對決       | 張克帆、陳為民、張珮瑩 | 連耘                         | 吳庭輝                    | - 現場大來賓老夫子 - 現場試吃是西班牙海鮮燉飯                                                                                       |
| 12月16日 ～ 12月20日      | 40             | 王者再現！！ 年度總冠軍戰     | 郭鑫、逸祥 | 孔繁錦                       | 符敦國                    | |
| 12月23日 ～ 12月27日      | 41             | 能文能武！！ 大學風雲人物     | 張兆志、林俞汝、邵雨薇 | 陳岳昇 (台大電機系)          | 李佳勳 (台大哲學系)       | - 本周前兩天由吳怡霈代班主持 - 本周出題大來賓：周蕙 - 演唱歌曲：一樣的月光 - 本周出題大來賓：倪安東 - 演唱歌曲：Yesterday           |
| 12月30日 ～ 2014年 1月3日 | 42             | 最強親子檔！！ 爸爸小孩來挑戰 | 詹惟中父女、宏都拉斯父女 | 石智仁                       | 李育萱                    | - 本周出題大來賓：丁噹 - 演唱歌曲：但願人長久                                                                                       |

| 2014年比賽內容     | 2014年比賽內容 | 2014年比賽內容                             | 2014年比賽內容 | 2014年比賽內容      | 2014年比賽內容           | 2014年比賽內容 |
| 日期               | 週數           | 比賽內容                                   | 參賽者 （本表只列出藝人.名人.隊名）                                                                                                  | 冠軍                | 亞軍                     | 備註 |
| ------------------ | -------------- | ------------------------------------------ | --- | ------------------- | ------------------------ | --- |
| 1月6日 ～ 1月10日  | 43             | 頂尖家庭教師大集合                         | 高山峰、李沛瑾 | 姚立國              | 鄭鈞懋                   | - 本周出題大來賓：蕭閎仁 - 鋼琴演奏：少女的祈禱 - 本周出題大來賓：Echo - 現場表演：B-Box                                                               |
| 1月13日 ～ 1月17日 | 44             | 食神爭霸戰                                 | 杜詩梅、黃靖倫、陳櫻文 | 阮俞蓁              | 溫國智                   | - 本周出題大來賓：阿亮 - 現場演唱：子曰 - 本周出題大來賓：歐漢聲 - 現場演唱： 吻別（張學友）、忘情水（劉德華） 傷心太平洋（任賢齊）、Bad Boy（張惠妹） |
| 1月20日 ～ 1月24日 | 45             | 波麗士大人大作戰                           | NONO、余秉諺、李厤勻 | 黃怡文              | 林鉍偉                   | |
| 1月27日 ～ 1月31日 | 46             | 最強寫作職人頭銜戰                         | 許建國、柯念萱 | 王乾任              | 江品聰                   | |
| 2月3日 ～ 2月7日   | 47             | 誰是最愛台灣的外國人！？                   | 鄧養天、雷小胤、粘土大介、海倫清桃、曉金鳳（原名：西田惠里奈）                                                                       | 丘義宏 （馬來西亞） | 黃僅斌 （馬來西亞）      | - 本周出題大來賓：楊培安 - 現場演唱：秋意濃（張學友） - 現場表演題：競技疊杯                                                                           |
| 2月10日 ～ 2月14日 | 48             | 名校對決！！大學校際殊死鬥                 | 中山醫學大學、清華大學、成功大學、台灣大學、陽明大學、台灣師範大學                                                                   | 張高榮 (陽明大學)   | 陳政霖 (台灣大學)        | - 本周出題大來賓：蠟筆小新 - 配音：胡瓜 - 本周出題大來賓：日本職業摔角選手 - 選手：棚橋弘至、神獸雷霆萊卡                                              |
| 2月17日 ～ 2月21日 | 49             | 幕後工作人員大車拚！！                     | 沈玉琳、林智賢、顏永烈、紀竣崴 (阿松)、瑪莉亞                                                                                        | 瑪莉亞 (歡樂智多星) | 紀竣崴 (阿松) (食尚玩家) | - 本周出題大來賓：廖偉凡 |
| 2月24日 ～ 2月28日 | 50             | 最熱血！高中名校對抗賽                     | 新竹女中、台中一中、北一女中、中山女高、台南二中、成功高中                                                                           | 李璿 (台中一中)     | 林昱輝 (台中一中)        | |
| 3月3日 ～ 3月7日   | 51             | 全台最強大學系列賽 第一戰                  | 台灣大學、政治大學、雲林科大、中正大學、宜蘭大學、彰化師大                                                                           | 邱子軒 (台灣大學)   | 王翌帆 (台灣大學)        | - 本周出題大來賓：王懷麟（王子麵肖像本尊） - 亞軍學校晉級: 中正大學                                                                                    |
| 3月10日 ～ 3月14日 | 52             | 全台最強大學系列賽 第二戰                  | 嘉義大學、清華大學、中央大學、海洋大學、陽明大學、北醫大                                                                             | 蔡宗憲 (陽明大學)   | 廖柔謙 (陽明大學)        | - 現場大來賓廖柏雅拉出小提琴 - 亞軍學校晉級: 中央大學                                                                                                  |
| 3月17日 ～ 3月21日 | 53             | 全台最強大學系列賽 第三戰                  | 台藝大、師範大學、暨南大學、中興大學、成功大學、中國醫                                                                               | 林吟樺 (暨南大學)   | 王品翔 (成功大學)        | - 試吃題: 土耳其冰淇淋 - 現場表演題: 李濬廷 排笛表演 - 亞軍學校晉級: 成功大學                                                                          |
| 3月24日 ～ 3月28日 | 54             | 全台最強大學系列賽 總冠軍戰                | 成功大學、暨南大學、陽明大學、中央大學、台灣大學、中正大學                                                                           | 邱子軒 (台灣大學)   | 湯磊 (陽明大學)          | |
| 3月31日 ～ 4月4日  | 55             | 年輕媽咪大作戰                             | 朱芯儀、張安琪、虞佩儀（女子團體One Fifth之團員）                                                                                    | Michelle            | 小恬                     | |
| 4月7日 ～ 4月11日  | 56             | 兩岸學生知識對抗賽                         | | 周容宇 (天津)       | 曲彥臻 (遼寧)            | |
| 4月14日 ～ 4月18日 | 57             | 特別企劃 乖乖百萬造句王 誰是最聰明的大學生 | | 王淨 (清華大學)     | 孔祥瑄 (長庚大學)        | - 本周出題大來賓：潘尚恩 - 演唱歌曲：O Sole Mio - 本周頒獎大來賓：乖乖                                                                                 |
| 4月21日 ～ 4月25日 | 58             | 火力全開 運動選手尬輸贏                    | 潘若迪、林義傑、張芯瑜、賴慧珊、大飛、周婕妤 葛記豪（台中璞園）林力仁（台中璞園）、岳瀛立（台北市達欣工程籃球隊） 賴鴻誠（義大犀牛） | 岳瀛立              | 張皓宇                   | - 現場表演題: 黃宇琳 京劇表演 |
| 4月28日 ～ 5月2日  | 59             | 最強新世代 國中校際對抗賽                  | 明志國中（新北市）、曉明女中（台中市）、北新國中（台中市） 右昌國中（高雄市）、福山國中（高雄市）、壯圍國中（宜蘭縣）                | 林芝禧 (福山國中)   | 湯瑋欣 (右昌國中)        | |
| 5月5日 ～ 5月9日   | 60             | 最強家族大對決                             | | 李俊康              | 陳冠豪                   | - 試吃題: 凹蛋糕 - 本周出題大來賓：Lollipop@F |
| 5月12日 ～ 5月16日 | 61             | 宿命的對決 台大PK成大                      | | 陳佑瑜 （台大）     | 簡靜寬 （成大）          | - 本周出題大來賓：謝安琪 - 演唱歌曲：光輝歲月 - 本周出題大來賓：方大同 - 演唱歌曲：Let it be                                                           |
| 5月19日 ～ 5月23日 | 62             | 機會 VS 命運 誰是最強命理師                | 沈玉琳、詹惟中 | 艾菲爾              | Merry                    | |
| 5月26日 ～ 5月30日 | 63             | 菁英大對決 各行各業拚輸贏                  | | 莊彥庭 (老師)       | 鄭融 (物理治療師)        | - 本周出題大來賓：歐開合唱團 - 演唱歌曲：菊花台 |
| 6月2日 ～ 6月6日   | 64             | 90 後最強男女大對決                        | | 曾元濃 （中崙高中） | 洪培祐 （新竹高中）      | - 本周出題大來賓：蘇永康 - 演唱歌曲：在那遙遠的地方 |
| 6月9日 ～ 6月13日  | 65             | 最終！歷屆冠亞軍之戰                       | 瑪莉亞 | 孔祥瑄              | 曾元濃                   | |

## 出版書籍
| 年份     | 書名                      | 作者                             | 出版社   | ISBN               |
| -------- | ------------------------- | -------------------------------- | -------- | ------------------ |
| 2014/1/8 | 《金頭腦之終極題庫200選》 | 小宇宙金頭腦製作團隊、超級電視台 | 寫樂文化 | ISBN 9789869028004 |

## 外部連結
- 金頭腦官方網站
- 金頭腦旁白哥古天樂粉絲團的Facebook專頁

| 臺灣超視 星期一~五 22:00~23:00 | 臺灣超視 星期一~五 22:00~23:00            | 臺灣超視 星期一~五 22:00~23:00 |
| ------------------------------ | ----------------------------------------- | ------------------------------ |
|                                | 金頭腦 （2013年3月18日 － 2014年6月13日） |                                |
| —                              | —                                         |                                |

## 備註
1. ↑  此位Mika是本名叫吳瑋霆的女模特兒，並非參與過美少女時代的Mika。吳瑋霆粉絲專頁
2. 1 2  雖說是此對情侶檔分別為冠亞軍，但本周為最強情侶檔，所以還是實至名歸了。